# Carlo Confalonieri
Carlo Confalonieri (Seveso, 25 juli 1893 - Rome, 1 augustus 1986) was een Italiaans geestelijke en kardinaal van de Rooms-Katholieke Kerk.
Hij was een zoon van Giuseppe en Maria Confalonieri-Rusconi. Zijn vader was een meubelmaker. Hij deed zijn Eerste Heilige Communie op 5 mei 1904 en ging in datzelfde jaar naar het kleinseminarie in Seveso. In 1909 vervolgde hij zijn studies aan het grootseminarie van Monza. Na een kort studieverblijf in Milaan, vertrok hij naar Rome. Hij studeerde daar aan het Pauselijk seminarie HH Ambrosius en Carolus en aan de Pontificia Università Gregoriana. Tijdens de Eerste Wereldoorlog diende hij in het Italiaanse leger. Hij werd op 18 maart 1916 tot priester gewijd.
In 1921 werd Confalonieri de privésecretaris van kardinaal Achille Ratti, aartsbisschop van Milaan. In 1922 vergezelde hij zijn aartsbisschop naar Vaticaanstad, waar deze het Conclaaf van 1922, volgend op de dood van paus Benedictus XV bijwoonde. Ratti werd als Pius XI de nieuwe paus, en Confalonieri zou zijn secretaris blijven tot Pius in 1939 zou overlijden. In 1922 werd hij verheven tot Monseigneur. In 1935 werd hij apostolisch protonotaris en kanunnik van de Sint-Pietersbasiliek. In 1937 leek hij benoemd te worden tot substituut-staatssecretaris, maar deze functie ging uiteindelijk naar Giovanni Battista Montini. Pius XI vroeg Confalinieri om aartsbisschop van Modena te worden, of abt van het Benedictijner klooster van Nonantola, maar Confalonieri weigerde beide keren.
Op 27 maart 1941 werd hij door paus Pius XII benoemd tot aartsbisschop van L'Aquila. Op 25 januari 1950 werd hij secretaris van de Congregatie voor de seminaries en universiteiten, een maand later tot titulair aartsbisschop van Nicopolis ad Nestum.
Tijdens het Consistorie van 15 december 1958, werd hij door paus Johannes XXIII verheven tot kardinaal. De Sint-Agnes buiten de muren werd zijn titelkerk. In 1959 werd hij aartspriester van de Basiliek van Maria de Meerdere en Secretaris van de Congregatie voor de Bisschoppen. In 1965 zou hij prefect worden van deze zelfde Congregatie. Van 1962 tot 1965 was hij daarnaast Voorzitter van de Pauselijke Commissie voor Latijns-Amerika. In 1963 nam hij deel aan het Conclaaf dat paus Paulus VI koos als opvolger van Johannes XXIII. Van 1970 tot 1973 was hij voorzitter van de Pauselijke commissie voor Pastorale zorg in relatie tot Emigratie en Toerisme. In 1973 legde hij al zijn functies neer.
In 1972 werd hij kardinaal-bisschop van Palestrina. In 1974 werd hij vice-deken van het College van Kardinalen en in 1977 deken. In die hoedanigheid leidde hij de begrafenissen van de pausen Paulus VI en Johannes Paulus I. Aan de conclaven van 1978 kon hij niet deelnemen, omdat hij ouder was dan 80 jaar. Toen na het Conclaaf van oktober 1978 de kardinaal-protodiaken het Habemus Papam uitsprak op het balkon van de Sint-Pieter, dachten vele Italianen, na het horen van de naam Carolum, even dat de oude kardinaal Confolinieri gekozen was. Zo onbekend was Karol Woityła toen nog voor hen.
De kardinaal overleed in Rome. Zijn uitvaart werd gevierd in de Sint-Pietersbasiliek, waarbij paus Johannes Paulus II voorging. Hij werd begraven naast zijn ouders, op het kerkhof van Seveso.